# Córdoba (Argentina)
Córdoba è la capitale dell'omonima provincia argentina. È per estensione territoriale la città più grande dell'Argentina con una superficie di 576 km² e la seconda del paese per numero d'abitanti. È un importante centro culturale, economico, educativo e finanziario della regione.
Fu fondata dal sivigliano Jerónimo Luis de Cabrera il 6 luglio 1573, come piazzaforte spagnola contro gli indigeni. La città fu dichiarata capitale provvisoria in due occasioni: la prima, nel 1806, durante le invasioni inglesi del Vicereame del Río de la Plata e poi, nel 1955, durante il golpe passato alla storia come Rivoluzione Liberatrice.
È un importante polo culturale, in quanto sede di un'università che, essendo stata fondata nel 1613, è la più antica in Argentina e la quarta in America. È conosciuta come La Docta o La Ciudad de las Campanas.
Córdoba è stata teatro di diversi eventi rilevanti nella storia argentina durante il XX secolo: come la riforma universitaria nel 1918, dell'industrializzazione dagli anni trenta, del colpo di stato della Rivoluzione Liberatrice nel 1955 e del Cordobazo nel 1969.

## Geografia
Situata nel centro geografico dell'Argentina, Córdoba sorge nella pianura della Pampa, ai piedi della catena montuosa delle Sierras Pampeanas. Il tessuto urbano cordobese è attraversato dal Río Suquía in senso nordest-est.

## Storia

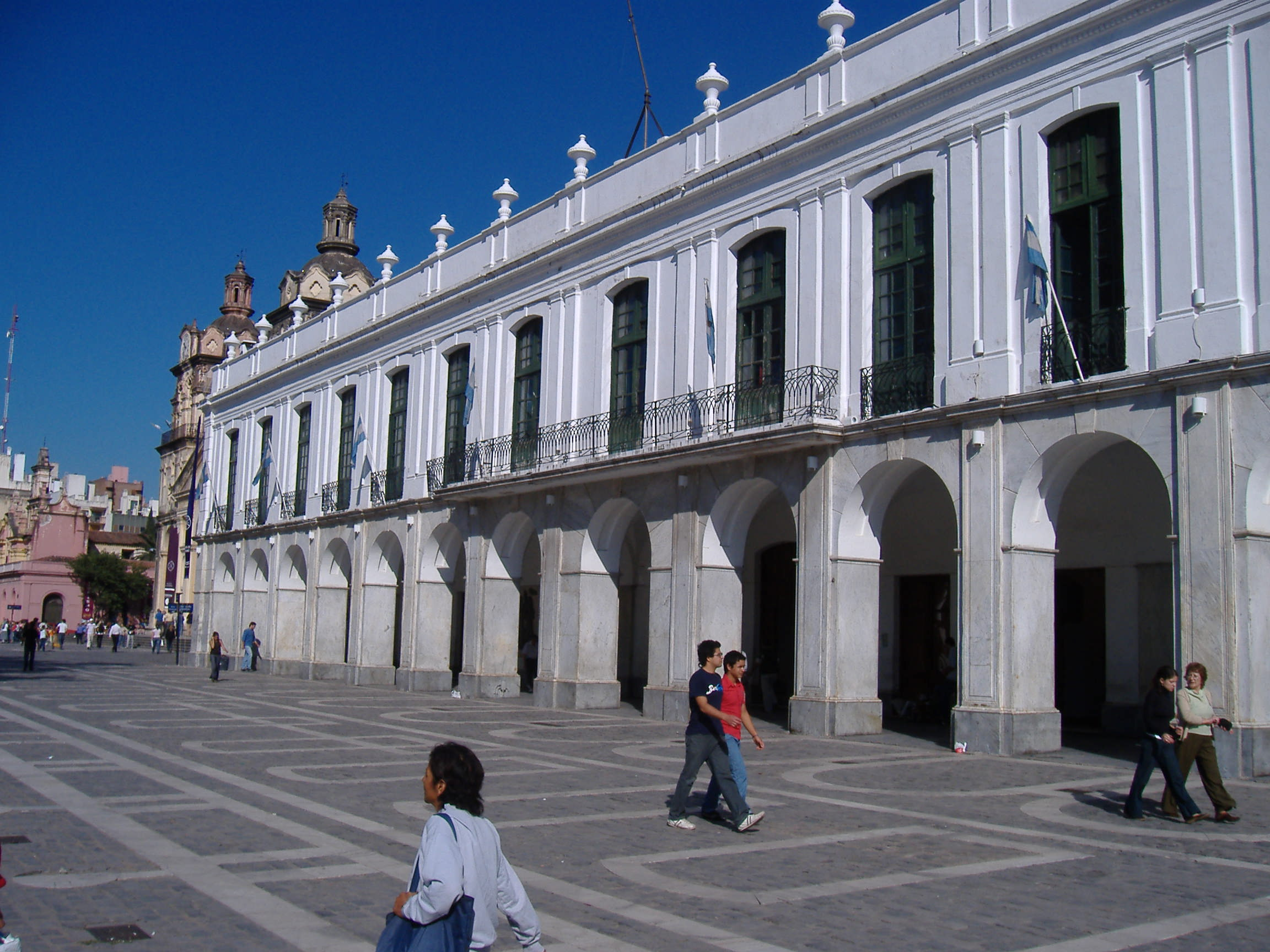
Il Cabildo (palazzo del governo coloniale)

Córdoba fu fondata nel 1573 da Jerónimo Luis de Cabrera con il nome di Córdoba de la Nueva Andalucía, dalla città e dalla comunità omonime in Spagna. Fu una delle prime capitali coloniali della regione che ora costituisce l'Argentina (più vecchie sono Buenos Aires, fondata nel 1536 e Santiago del Estero, fondata nel 1553). L'Università nazionale di Córdoba fu fondata nel 1613 dall'Ordine dei gesuiti.
Alla fine della seconda guerra mondiale, Córdoba divenne un centro importante per l'industria aeronautica argentina, sede della fabbrica di velivoli militari dell'Argentina, la Fábrica Militar de Aviones, oggi FAdeA. Il governo argentino offrì ai tecnici tedeschi della Focke-Wulf incarichi nel proprio istituto di tecnica aeronautica, l'Instituto Aerotécnico in Córdoba. Molti vi si trasferirono nel 1947.
L'Instituto Aerotécnico divenne successivamente la Fábrica Militar de Aviones (FMA). Diede impiego agli uomini della Focke-Wulf finché il presidente Juan Domingo Perón non fu deposto da un colpo di Stato nel 1955. La Fábrica è stata acquisita dalla Lockheed Martin negli anni novanta.
Córdoba ha numerosi monumenti storici conservati dai tempi del colonialismo spagnolo, specialmente edifici appartenenti alla Chiesa cattolica. Il sito più caratteristico è probabilmente il Blocco Gesuita (la Manzana Jesuítica), dichiarato nel 2000 Patrimonio dell'umanità dall'UNESCO. È un blocco di edifici che risalgono dal XVII secolo, fra cui la Scuola Montserrat, l'Università (oggi museo storico dell'Università di Córdoba) e la chiesa della Compagnia di Gesù.

## Monumenti e luoghi d'interesse

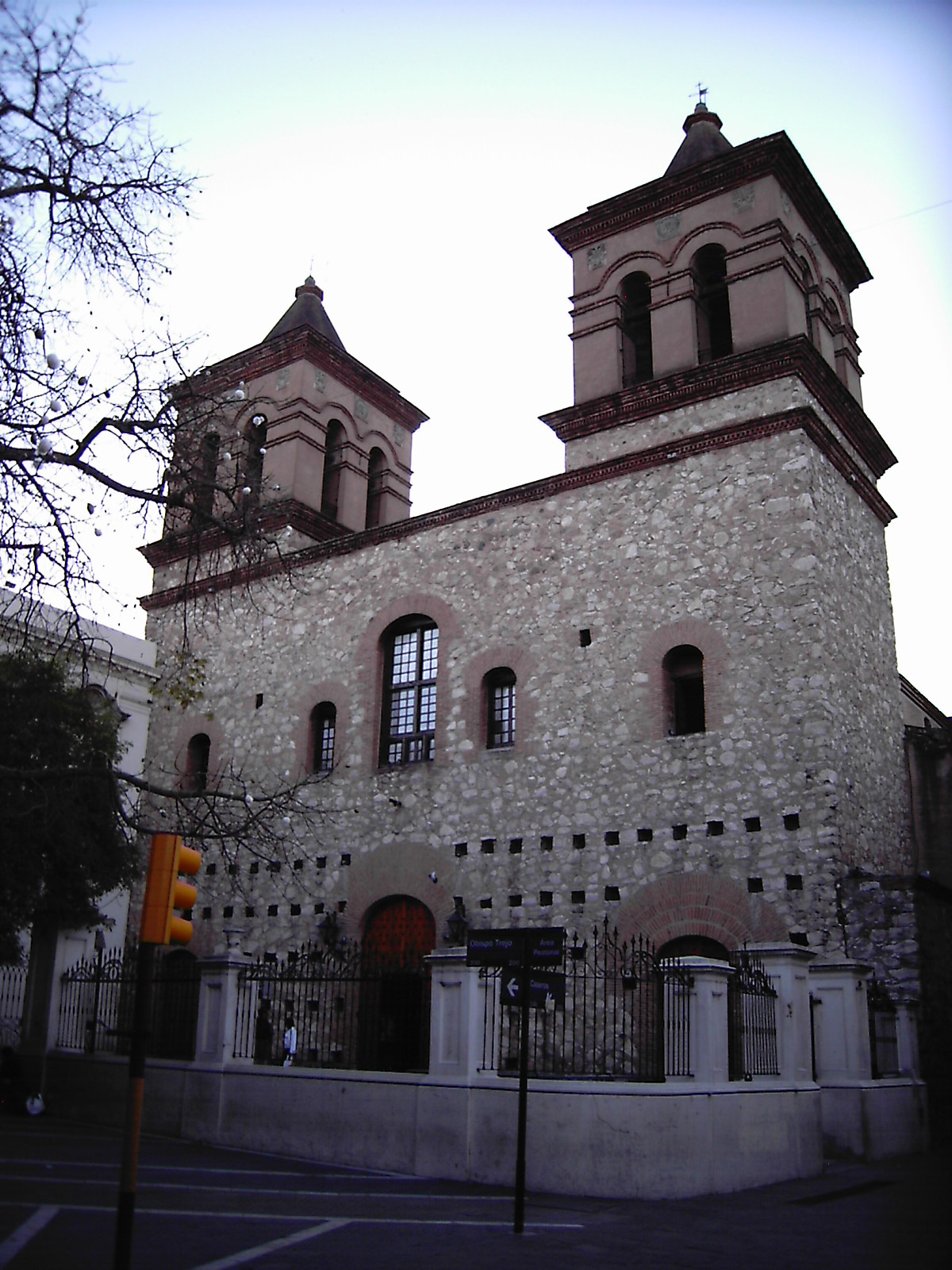
Córdoba, chiesa della Compagnia di Gesù.

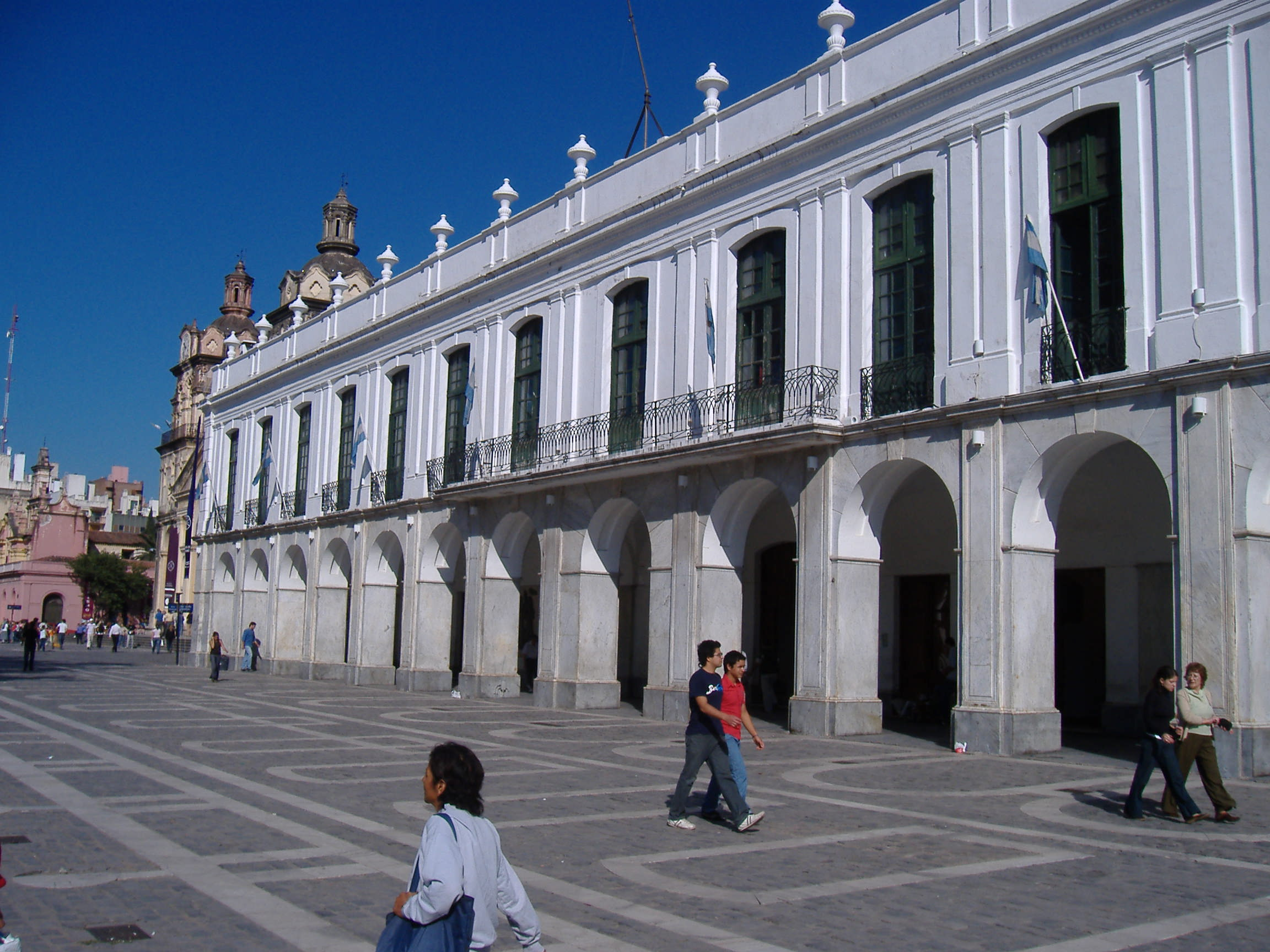
Il cabildo (palazzo del Consiglio comunale) di Córdoba

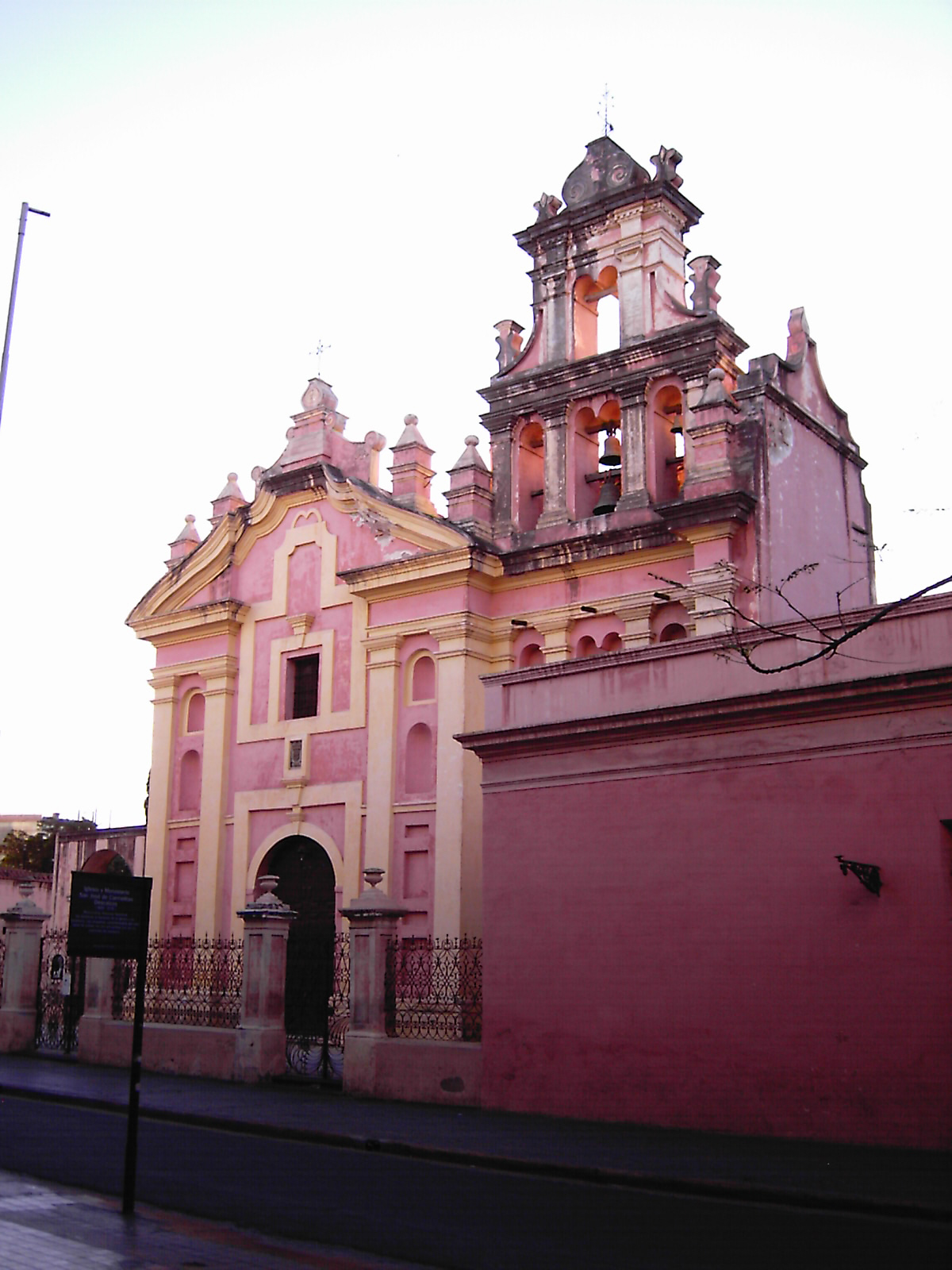
L'ex convento delle Carmelitane scalze, oggi Museo delle religioni

- Cattedrale di Nostra Signora Assunta, è la cattedrale di Córdoba, sede episcopale dell'Arcidiocesi di Córdoba. Si tratta di un'imponente chiesa barocca consacrata nel 1706. La facciata è opera dell'architetto di origine italiana Andrés Blanqui mentre la pianta è stata progettata dall'architetto gesuita e italiano Giovanni Battista Primoli.
- Chiesa di Santa Caterina da Siena, forma un unico complesso con l'omonimo monastero; facciata neoclassica in contrasto con lo stile barocco del monastero.
- Chiesa del Sacro Cuore di Gesù, detta anche chiesa dei Cappuccini, realizzata nel XX secolo e progettata dall'architetto italiano Augusto Ferrari in stile neogotico. È considerata la prima meraviglia di Córdoba
- Chiesa della Compagnia di Gesù, risalente al 1671, prima chiesa di Córdoba, fa parte della Manzana de los Jesuitas un grosso isolato comprendente, oltre alla chiesa, il Rettorato dell'Università, il Collegio-convitto di Nostra Signora del Montserrat (in stile plateresco, la cappella della residenza dei gesuiti. Nel 2000 l'intero complesso è stato dichiarato Patrimonio dell'umanità dall'UNESCO
- Cabildo de Córdoba, palazzo del Consiglio comunale della città in stile coloniale, eretto all'inizio del secolo XVII, si sviluppa su due piani fuori terra, con il piano terra circondato da un ampio porticato
- Palazzo delle Carmelitane scalze, già chiesa e convento, è oggi un museo, il Museo delle religioni.
- Palazzo di giustizia

## Società

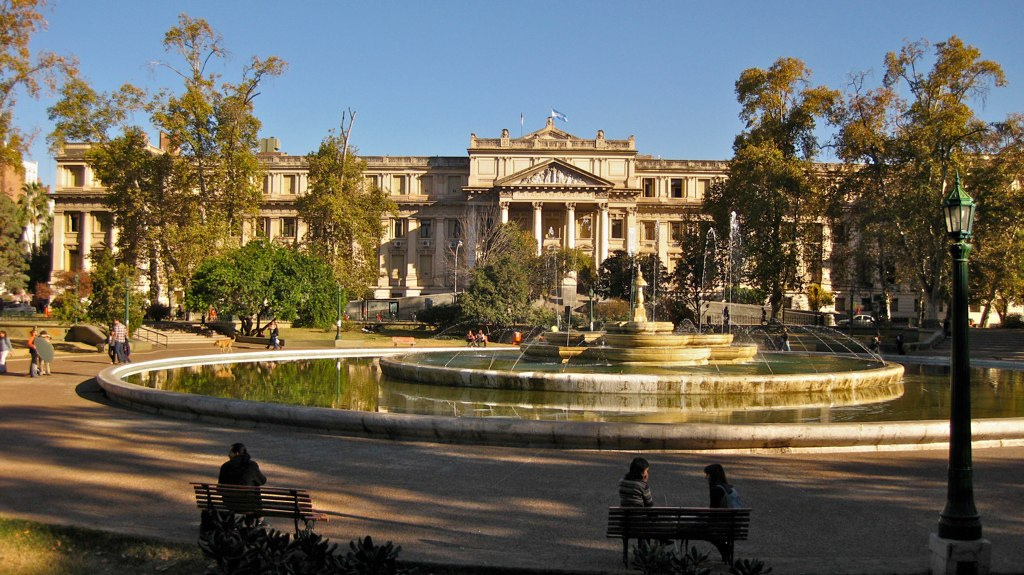
Vista dalla Passeggiata di Sobremonte della facciata principale del Palazzo di Giustizia di Córdoba, fotografato agli inizi dell'autunno meridionale.

La maggior parte della popolazione di Córdoba è di origine europea, soprattutto italiana e spagnola, altre discendenze importanti sono quella germanica, francese, armena, britannica e scandinava (soprattutto dalla Svezia).

## Geografia antropica
- Il Centro è il distretto commerciale più importante, con negozi d'abbigliamento, alimentari, elettronica, calzature, nonché le sedi delle banche più importanti come la Banca di Córdoba e altre istituzioni bancarie private. Vi è anche una grande varietà di ristoranti, dai più economici ai più lussuosi. Siti di interesse turistico sono la piazza San Martín, il Blocco Gesuita (dichiarato Patrimonio dell'umanità dall'UNESCO) e il Museo Genaro Pérez. Le vie principali sono Humberto Primo, Avenida Colón, General Paz, Dean Funes e 27 de Abril, dove ferma buona parte degli autobus.
- Cerro de las Rosas è un distretto molto grande. È noto per i suoi ristoranti e per i negozi di vendita al dettaglio (abbigliamento, alimentari, attrezzature sportive). È un quartiere storico dove si trovano gli edifici più vecchi e le scuole più prestigiose. Il quartiere è anche ricco di locali notturni.
- Urca è il secondo distretto per importanza dopo Cerro de las Rosas. È il quartiere dell'alta borghesia. Anch'esso è ricco di negozi d'abbigliamento e ristoranti. La chiesa di María Madre del Redentor è situata sulla riva del fiume Suquía. Le vie principali sono Emilio Lamarca e Menéndez Pidal.
- Nueva Córdoba è il quartiere più grande. In esso si trovano centri commerciali come il Patio Olmos, grandi edifici, pub, discoteche, piazze, ristoranti come Romagnolo o la Confitería Oriental ecc, supermercati ed altri centri per lo shopping e per lo svago. Di grande interesse culturale è il Palacio Ferreyra, situato all'angolo fra Hipólito Yrigoyen e Chacabuco.
- Ciudad Universitaria (il quartiere universitario) si trova nella parte meridionale della città, nei pressi del Parque Sarmiento. La maggior parte delle facoltà dell'Università nazionale di Córdoba hanno sede in questo quartiere, così come un altro importante ateneo, lo UTN, nel quale si insegnano materie di ambito tecnico-scientifico. Anche lo Zoo di Córdoba è situato in questo quartiere.
- Argüello dista circa 6 chilometri da Cerro de Las Rosas. Qui hanno sede numerose scuole superiori e collegi rinomati. Durante i decenni più recenti, questo quartiere ha conosciuto una crescita e uno sviluppo costanti, specialmente nella zona del barrio La Carolina.

Città artisticamente all'avanguardia, ha dato i natali a moltissimi pittori tra i quali Raúl Heredia e Susana Araoz che ha restaurato nel 2006 il Presepe della Chiesa dei Cappuccini.

## Economia
Dal termine della seconda guerra mondiale, Córdoba ha sviluppato una solida e versatile base industriale. I settori principali sono la costruzione di automobili (Renault, Volkswagen, Fiat), di trattori CNH (ex-gruppo FIAT), di ferrovie (Materfer) e di aerei (vedi sopra). Inoltre vi sono impianti tessili, di industria pesante e chimica.
Córdoba è considerato il centro tecnologico dell'Argentina. Il centro spaziale argentino (Centro Espacial Teófilo Tabanera), nel quale vengono costruiti e lanciati satelliti, ha sede nel sobborgo di Falda del Carmen. Inoltre molte multinazionali di software ed elettronica dispongono di una sede in questa città.

## Infrastrutture e trasporti
La città è servita dall'Aeroporto di Cordoba.

## Sport
Come in tutta l'Argentina lo sport più popolare e seguito in città è il calcio. Le principali squadre sono il Belgrano, che milita attualmente nella Primera Division (Argentina) e disputa i suoi incontri interni nello stadio Gigante de Alberdi, il Club Atlético Talleres, acerrimo rivale del Belgrano, l'Instituto de Córdoba e il Racing de Córdoba.
A Córdoba si disputa a partire dal 2019 il Córdoba Open, un torneo professionistico di tennis.
Anche il rugby è uno sport molto popolare a Córdoba, che conta quasi 20 squadre con diverse categorie. Tala Rugby Club, Club La Tablada (vincitore di un campionato URBA), Córdoba Athletic Club (uno dei club più antichi dell'Argentina e fondato dagli inglesi che lavorarono nella costruzione delle Ferrovie argentine intorno al 1882), Jockey Club Córdoba e Club Universitario de Córdoba sono alcune delle squadre più prestigiose. Córdoba è uno dei territori in Argentina dove il rugby è più sentito ed è la casa di molti giocatori internazionali. Molti dei grandi giocatori argentini e italiani hanno iniziato la loro carriera nei club di rugby di Córdoba.

## Amministrazione

### Gemellaggi
Córdoba è gemellata con:
- Tampa
- Torino
- Cochabamba
- Santa Cruz de la Sierra
- Campinas
- Curitiba
- Florianópolis
- Valparaíso
- Cordova
- Tiberiade
- Morelia
- Łódź
- Iževsk
- Montevideo